# Референдум в Сан-Марино по общественной собственности (2011)
Референдум по вопросу общественной собственности в Сан-Марино прошёл 27 марта 2011 года. Он должен был отменить изменения, внесённые законом по продаже общественной собственности. Отмена изменения закона была одобрена 12 166 голосами при необходимом кворуме 32% от зарегистрированных избирателей (10 522).

## История
3 мая 2010 года Генеральный совет Сан-Марино принял изменения к закону о продаже общественной собственности 29 голосами против 26. Изменение закона снижало количество голосов, необходимых для продажи общественной собственности с 40 до 30 из общего числа депутатов 60. После этого решения Микологическая ассоциация Сан-Марино 24 июня инициировала петицию по проведению референдума. 16 сентября она собрала 660 подписей при необходимых 496 (т.е. 1,5% от общего числа зарегистрированных избирателей), которые должны быть собраны в течение 3 месяцев. 29 сентября 2010 года Конституционная коллегия одобрила проведение референдума.

## Результаты
| Выбор                               | Голоса | %     |
| ----------------------------------- | ------ | ----- |
| За                                  | 12 166 | 92,37 |
| Против                              | 1 005  | 7,63  |
| Недействительных/пустых бюллетеней  | 158    | –     |
| Всего                               | 13 329 | 100   |
| Зарегистрированных избирателей/Явка | 32 972 | 40,43 |
| Источник: Direct Democracy          |        |       |